# Regering-De Broqueville II
De regering-De Broqueville II (18 januari 1916 - 31 mei 1918) was een Belgische regering van nationale eenheid. Ze volgde de regering-De Broqueville I op, nadat die werd uitgebreid met ministers van de BWP en de Liberale Partij, en werd opgevolgd door de regering-Cooreman nadat Charles de Broqueville ontslag had genomen door meningsverschillen met Paul Hymans over de taalpolitiek en met koning Albert I over diens positie als opperbevelhebber van het leger. Hij werd vervangen door Gerard Cooreman, voormalig Kamervoorzitter en directeur van de Generale Maatschappij van België. 
Tijdens de Eerste Wereldoorlog verbleef de Belgische regering van oktober 1914 tot november 1918 in ballingschap in Sainte-Adresse bij Le Havre in Frankrijk. Koning Albert I vond het echter ongepast dat een vorst zijn eigen land zou verlaten en sloot zich dus niet aan bij de regering in Le Havre. In plaats daarvan vestigde hij zijn staf in de Vlaamse stad Veurne, net achter het IJzerfront, in de laatste strook onbewoond Belgisch grondgebied.

## Samenstelling
De regering-De Broqueville II telde aanvankelijk 14 ministers: 10 voor de katholieken, 2 voor de liberalen en 1 voor de BWP. Daarnaast zetelde er 1 expert in de regering.
| Ambtsbekleder                                 | Ambtsbekleder                    | Ambtsbekleder                        | Functie                                                 | Termijn                           | Partij            |
| --------------------------------------------- | -------------------------------- | ------------------------------------ | ------------------------------------------------------- | --------------------------------- | ----------------- |
|                                               |                                  | Charles de Broqueville (1860-1940)   | Minister Oorlog                                         | 18 januari 1916 - 4 augustus 1917 | Katholieke Partij |
| Minister Buitenlandse Zaken                   | 4 augustus 1917 - 1 januari 1918 | Charles de Broqueville (1860-1940)   |                                                         |                                   | Katholieke Partij |
| Minister Nationale Herinrichting              | 1 januari 1918 - 31 mei 1918     | Charles de Broqueville (1860-1940)   |                                                         |                                   | Katholieke Partij |
|                                               |                                  | Henri Carton de Wiart (1869-1951)    | Minister Justitie                                       | 18 januari 1916 - 31 mei 1918     | Katholieke Partij |
|                                               |                                  | Eugène Beyens (1855-1934)            | Minister Buitenlandse Zaken                             | 18 januari 1916 - 4 augustus 1917 | extraparlementair |
|                                               |                                  | Paul Berryer (1868-1936)             | Minister Binnenlandse Zaken                             | 18 januari 1916 - 31 mei 1918     | Katholieke Partij |
|                                               |                                  | Prosper Poullet (1868-1937)          | Minister Wetenschappen en Kunsten                       | 18 januari 1916 - 31 mei 1918     | Katholieke Partij |
| Minister Economische Zaken                    | 1 januari 1918 - 31 mei 1918     | Prosper Poullet (1868-1937)          |                                                         |                                   | Katholieke Partij |
|                                               |                                  | Aloys Van de Vyvere (1871-1961)      | Minister Financiën                                      | 18 januari 1916 - 31 mei 1918     | Katholieke Partij |
|                                               |                                  | Joris Helleputte (1852-1925)         | Minister Landbouw en Openbare Werken                    | 18 januari 1916 - 31 mei 1918     | Katholieke Partij |
|                                               |                                  | Armand Hubert (1857-1940)            | Minister Nijverheid en Arbeid                           | 18 januari 1916 - 31 mei 1918     | Katholieke Partij |
|                                               |                                  | Paul Segers (1870-1946)              | Minister Spoorwegen, Zeewezen, Posterijen en Telegrafen | 18 januari 1916 - 31 mei 1918     | Katholieke Partij |
|                                               |                                  | Jules Renkin (1862-1934)             | Minister Koloniën                                       | 18 januari 1916 - 31 mei 1918     | Katholieke Partij |
|                                               |                                  | Julien Davignon (1854-1916)          | Lid van de Ministerraad                                 | 18 januari 1916 - 12 maart 1916   | Katholieke Partij |
|                                               |                                  | Eugène Goblet d'Alviella (1846-1925) | Lid van de Ministerraad                                 | 18 januari 1916 - 31 mei 1918     | Liberale Partij   |
|                                               |                                  | Paul Hymans (1865-1941)              | Lid van de Ministerraad                                 | 18 januari 1916 - 12 oktober 1917 | Liberale Partij   |
| Minister Economische Zaken                    | 12 oktober 1917 - 1 januari 1918 | Paul Hymans (1865-1941)              |                                                         |                                   | Liberale Partij   |
| Minister Buitenlandse Zaken                   | 1 januari 1918 - 31 mei 1918     | Paul Hymans (1865-1941)              |                                                         |                                   | Liberale Partij   |
|                                               |                                  | Emile Vandervelde (1866-1938)        | Lid van de Ministerraad                                 | 18 januari 1916 - 4 augustus 1917 | BWP               |
| Minister Intendantie                          | 4 augustus 1917 - 1 januari 1918 | Emile Vandervelde (1866-1938)        |                                                         |                                   | BWP               |
| Minister Burgerlijke en Militaire Intendantie | 1 januari 1918 - 31 mei 1918     | Emile Vandervelde (1866-1938)        |                                                         |                                   | BWP               |
|                                               |                                  | Armand De Ceuninck (1858-1935)       | Minister Oorlog                                         | 4 augustus 1917 - 31 mei 1918     | extraparlementair |
|                                               |                                  | Emile Brunet (1863-1945)             | Lid van de Ministerraad                                 | 1 januari 1918 - 31 mei 1918      | BWP               |

### Herschikkingen
- Op 4 augustus 1917:
  - neemt minister van Buitenlandse Zaken Eugène Beyens (Katholieke Partij) ontslag en wordt opgevolgd door regeringsleider Charles de Broqueville.
  - wordt Emile Vandervelde (BWP) minister van Intendantie.
  - neemt Charles de Broqueville (Katholieke Partij) ontslag als minister van Oorlog en wordt opgevolgd door Armand De Ceuninck (extraparlementair).
- Op 12 oktober 1917 wordt Paul Hymans (Liberale Partij) minister van Economische Zaken.
- Op 1 januari 1918:
  - neemt Charles de Broqueville (Katholieke Partij) ontslag als minister van Buitenlandse Zaken en wordt opgevolgd door Paul Hymans (Liberale Partij). Charles de Broqueville wordt minister van Nationale Herinrichting.
  - wordt Emile Vandervelde (BWP) minister van Burgerlijke en Militaire Intendantie.
  - neemt minister van Economische Zaken Paul Hymans (Liberale Partij) ontslag en wordt opgevolgd door Prosper Poullet (Katholieke Partij).
  - wordt Emile Brunet (BWP) lid van de Ministerraad.